# Stazione meteorologica di Montemarzino
La stazione meteorologica di Montemarzino è la stazione meteorologica di riferimento relativa alla località di Montemarzino.

## Coordinate geografiche
La stazione meteorologica si trova nell'Italia nord-occidentale, in Piemonte, in provincia di Alessandria, nel comune di Montemarzino, a 468 metri s.l.m. e alle coordinate geografiche 44°51′N 8°59′E.

## Dati climatologici
In base alla media trentennale di riferimento 1961-1990, la temperatura media del mese più freddo, gennaio, si attesta a -0,3 °C; quella del mese più caldo, luglio, è di +22,6 °C .
| Montemarzino       | Mesi | Mesi | Mesi | Mesi | Mesi | Mesi | Mesi | Mesi | Mesi | Mesi | Mesi | Mesi | Stagioni | Stagioni | Stagioni | Stagioni | Anno |
| Montemarzino       | Gen  | Feb  | Mar  | Apr  | Mag  | Giu  | Lug  | Ago  | Set  | Ott  | Nov  | Dic  | Inv      | Pri      | Est      | Aut      | Anno |
| ------------------ | ---- | ---- | ---- | ---- | ---- | ---- | ---- | ---- | ---- | ---- | ---- | ---- | -------- | -------- | -------- | -------- | ---- |
| T. max. media (°C) | 1,9  | 5,0  | 9,7  | 15,4 | 19,3 | 24,7 | 27,5 | 26,1 | 21,4 | 14,1 | 7,6  | 4,1  | 3,7      | 14,8     | 26,1     | 14,4     | 14,7 |
| T. min. media (°C) | −2,4 | −0,4 | 2,9  | 7,3  | 10,7 | 15,2 | 17,6 | 17,0 | 13,8 | 8,7  | 3,3  | −0,6 | −1,1     | 7,0      | 16,6     | 8,6      | 7,8  |